# 清水赤十字病院
清水赤十字病院（しみずせきじゅうじびょういん）は、北海道上川郡清水町にある病院。

## 沿革
- 1945年（昭和20年）：「日本赤十字社北海道支部清水診療所」として開設[1]。
- 1951年（昭和26年）：診療棟増改築[1]。
- 1952年（昭和27年）：「清水赤十字病院」と改称[1]。
- 1962年（昭和37年）：看護婦寄宿舎新築[1]。
- 1964年（昭和39年）：産婦人科診療棟新築[1]。
- 1965年（昭和40年）：旧本館全面改築[1]。
- 1983年（昭和58年）：清水町隔離病棟併設（1988年閉鎖）[1]。
- 1989年（平成元年）：病院全面改築第1期工事（病棟・診療棟）竣工[1]。
- 1990年（平成02年）：病院全面改築第2期工事（中央診療棟）竣工[1]。
- 1996年（平成08年）：職員住宅移転新築[1]。
- 2000年（平成12年）：清水町居宅介護支援事業所開設[1]。
- 2001年（平成13年）：人工透析センター運用開始[1]。
- 2012年（平成24年）：人工透析センター増改築[1]。

## 機関指定
- 救急告示病院（救急指定病院）
- 保険医療機関
- 国民健康保険療養取扱機関
- 労災保険法指定機関
- 生活保護法指定機関
- 指定自立支援医療指定医療機関（更生）
- 指定小児慢性特定疾病医療機関
- 指定難病医療機関

## 診療科等
診療科
- 内科（総合診療）
- 消化器内科
- 小児科
- 外科（総合診療）
- 整形外科
- 泌尿器科

部門・事業所
- 看護部
- 人工透析センター
- 居宅介護支援事業所
- 地域医療連携課

## アクセス・駐車場
- 北海道旅客鉄道（JR北海道）十勝清水駅から徒歩約5分
- 帯広から車で約40分
- 駐車場
  - 正面駐車場28台
  - 外来・透析駐車場約20台（職員駐車場併用）